# Aston Clinton
Aston Clinton es una parroquia civil del distrito de Aylesbury Vale, en el condado de Buckinghamshire (Inglaterra). En ella están ubicados el pueblo homónimo y la aldea de Chivery. Según el censo de 2001, la parroquia estaba habitada por 3542 personas en 1402 viviendas.